# Cratere Aliacensis
Aliacensis è un cratere lunare di 79,65 km situato nella parte sud-orientale della faccia visibile della Luna.
Il cratere è dedicato al geografo francese Pierre d'Ailly.

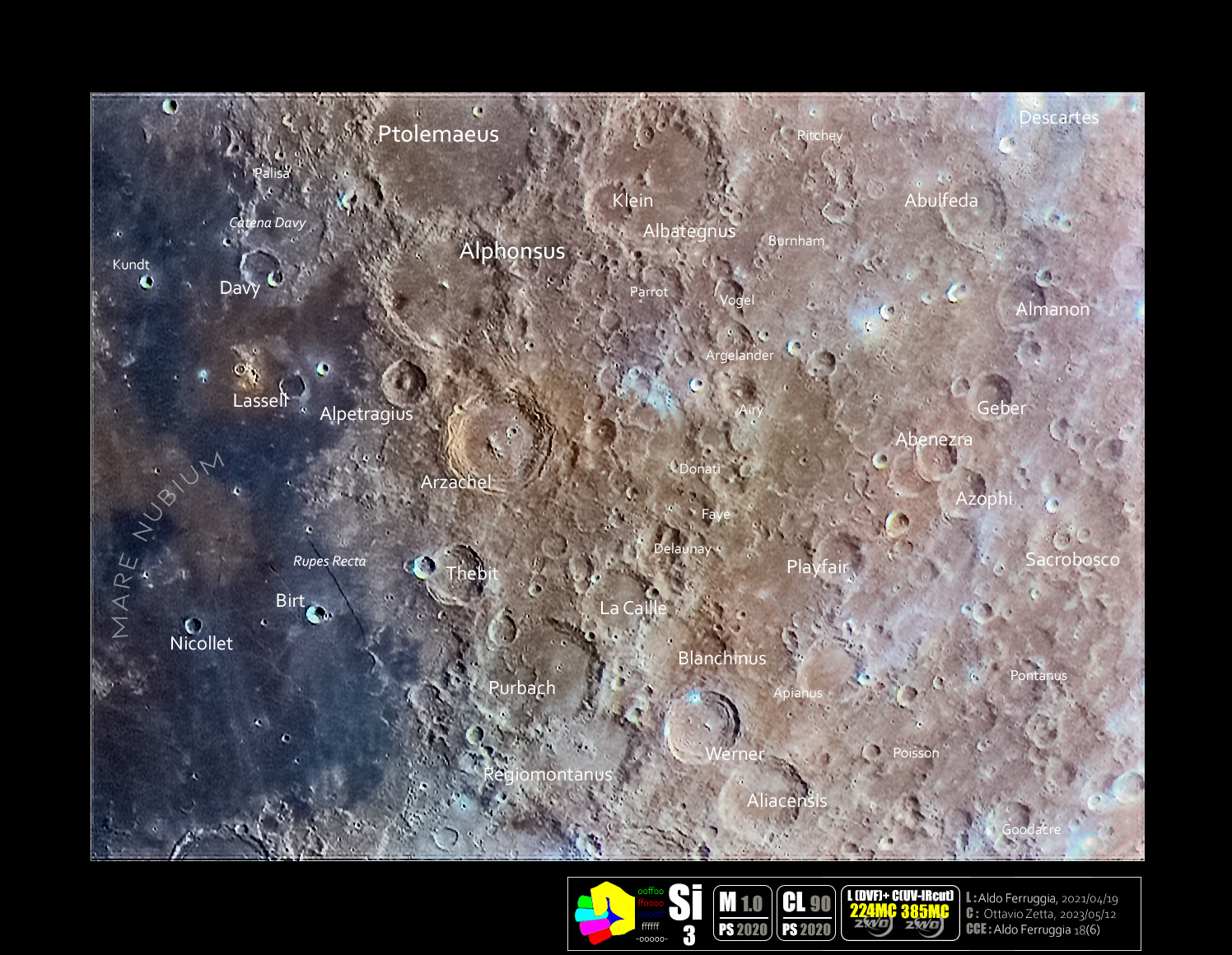
Il cratere (in basso) con le strutture vicine in una Immagine Selenocromatica(Si)

## Crateri correlati
Alcuni crateri minori situati in prossimità di Aliacensis sono convenzionalmente identificati, sulle mappe lunari, attraverso una lettera associata al nome.
| Aliacensis | Coordinate           | Diametro (in km) |
| ---------- | -------------------- | ---------------- |
| A          | 29°42′36″S 7°23′24″E | 13,61            |
| B          | 31°25′48″S 3°12′00″E | 15,81            |
| C          | 32°42′00″S 5°25′12″E | 7,93             |
| D          | 33°11′24″S 6°49′12″E | 9,67             |
| E          | 30°25′12″S 2°19′12″E | 8,74             |
| F          | 32°39′36″S 3°50′24″E | 4,82             |
| G          | 33°23′24″S 4°42′00″E | 7,76             |
| H          | 31°48′36″S 6°00′36″E | 5,58             |
| K          | 31°25′48″S 6°15′36″E | 5,65             |
| W          | 31°54′00″S 5°19′12″E | 10,32            |
| X          | 29°38′24″S 6°46′48″E | 3,66             |
| Y          | 30°06′36″S 7°19′48″E | 4,7              |
| Z          | 30°03′00″S 4°29′24″E | 3,83             |